# Otoka Gągolińska
Otoka Gągolińska – część wsi Długołęka w Polsce położona w województwie świętokrzyskim, w powiecie staszowskim, w gminie Osiek.
W latach 1975–1998 miejscowość administracyjnie należała do województwa tarnobrzeskiego.